# John Harris (giocatore di football americano)
John Edward Harris (Fort Benning, 13 giugno 1956) è un ex giocatore di football americano statunitense che ha giocato nel ruolo di safety nella National Football League (NFL). Fu scelto nel corso del settimo giro (173º assoluto) del Draft NFL 1978 dai Seattle Seahawks. Al college giocò a football all'Università statale dell'Arizona.

## Carriera professionistica
Harris fu scelto nel corso del settimo giro del Draft 1978 dai Seattle Seahawks. Rimase per otto stagioni con la squadra, fino al 1985. In quel periodo partì come titolare in 111 gare su 199 disputate, mettendo a segno 41 intercetti, due dei quali ritornati in touchdown. Nel 1986 Harris fu scambiato coi Minnesota Vikings dove disputò le ultime tre stagioni della carriera fino al 1988. Con essi disputò 37 gare su 41 come titolare, con 9 intercetti e un sack.

## Palmarès
- PFWA All-Rookie Team - 1978
- 50 migliori giocatori del 50º anniversario dei Seahawks

## Statistiche
| Partite totali      | 160 |
| Partite da titolare | 148 |
| Sack                | 1,0 |
| Intercetti          | 50  |
| Touchdown           | 2   |